# Danilo Barbosa da Silva
Danilo Barbosa da Silva (Simões Filho, 28 februari 1996) - alias Danilo – is een Braziliaans voetballer die bij voorkeur als defensieve middenvelder speelt. Hij tekende in 2018 bij OGC Nice, dat hem overnam van SC Braga.

## Clubcarrière
Danilo is afkomstig uit de jeugdacademie van Vasco da Gama. Hiervoor debuteerde hij op 19 april 2014 in het eerste elftal, tijdens een wedstrijd in de Braziliaanse Série B tegen Atlético Mineiro. Vasco da Gama verkocht Danilo in juli 2014 voor 4,5 miljoen euro verkocht aan SC Braga. Hiervoor maakte hij op 20 september 2014 zijn debuut, tijdens een wedstrijd in de Primeira Liga tegen CD Nacional. Braga verhuurde Danilo in juli 2015 voor een jaar aan Valencia en in juli 2016 voor een jaar aan Benfica.

## Statistieken
| Seizoen | Club            | Competitie         | Competitie | Competitie | Beker | Beker | Internationaal | Internationaal | Totaal | Totaal |
| Seizoen | Club            | Competitie         | Wed.       | Dlp.       | Wed.  | Dlp.  | Wed.           | Dlp.           | Wed.   | Dlp.   |
| ------- | --------------- | ------------------ | ---------- | ---------- | ----- | ----- | -------------- | -------------- | ------ | ------ |
| 2014    | Vasco da Gama   | Série B            | 3          | 0          | 0     | 0     | —              | —              | 3      | 0      |
| 2014/15 | SC Braga        | Primeira Liga      | 23         | 2          | 5     | 0     | —              | —              | 28     | 2      |
| 2015/16 | → Valencia CF   | Primera División   | 19         | 0          | 6     | 0     | 9              | 0              | 34     | 0      |
| 2016/17 | → SL Benfica    | Primeira Liga      | 2          | 0          | 3     | 1     | 0              | 0              | 5      | 1      |
| 2016/17 | → Standard Luik | Jupiler Pro League | 6          | 0          | 0     | 0     | —              | —              | 6      | 0      |
| 2017/18 | SC Braga        | Primeira Liga      | 21         | 3          | 5     | 0     | 10             | 0              | 36     | 3      |
| Totaal  | Totaal          | Totaal             | 74         | 5          | 19    | 1     | 19             | 0              | 112    | 6      |

Bijgewerkt op 28 februari 2018

## Interlandcarrière
Danilo werkte vijf interlands af voor Brazilië –20. In 2014 debuteerde hij in Brazilië –21.
1 Bułka ·
2 Abdi ·
4 Dante  ·
5 Abdelmonem ·
7 Boga ·
8 Rosario ·
9 Moffi ·
10 Diop ·
11 Sanson ·
15 Moukoko ·
18 Ilie ·
19 Bouanani ·
22 Ndombele ·
24 Laborde ·
25 Cho ·
26 Bard ·
28 Boudaoui ·
29 Guessand ·
31 Dupé ·
32 Louchet ·
33 Mendy ·
44 Doumbouya ·
45 Orakpo ·
55 Ndayishimiye ·
64 Bombito ·
77 Boulhendi ·
92 Clauss ·
Coach: Haise
· Assistent-coach: Ramaré
· Assistent-coach: Squillaci